# جيرار هوبير
جيرار هوبير (بالفرنسية: Gérard Hubert)‏ (14 أكتوبر 1980 سن بول ريونيون فرنسا - ) هو لاعب كرة قدم فرنسي يلعب كلاعب وسط.

## وصلات خارجية
- جيرار هوبير على موقع قاعدة بيانات كرة القدم.إي يو (الإنجليزية)